# Гуарани (футбольный клуб, Баже)
«Гуарани́» Баже́ (порт. Guarany Futebol Clube) — бразильский футбольный клуб из города Баже, штат Риу-Гранди-ду-Сул.

## История
«Гарани ди Баже» — двукратный чемпион своего штата. Клуб был основан 19 апреля 1907 года и назван в честь оперы Антонио Карлоса Гомеса «Il Guarany». В отличие от более известной команды «Гуарани» из Кампинаса, чемпиона Бразилии 1978 года, «Гуарани Баже» в своём названии использует старый, дореформенный вариант орфографии, («Guarany» вместо «Guarani»).
С 2011 года команда выступает во Втором дивизионе чемпионата штата Риу-Гранди-ду-Сул, то есть третьем по уровне дивизионе штата после высшего и «переходного» дивизиона.
Главным соперником «Гуарани Баже» является другая команда города — «Гремио Баже», один раз становившийся чемпионом штата Риу-Гранди-ду-Сул.

## Достижения
- Чемпион штата Риу-Гранди-ду-Сул (2): 1920, 1938
- Если не брать «Интернасьонал» и «Гремио», каждый из которых выиграл более чем по 35 чемпионатов штата, «Гуарани Баже» до сих пор формально является самой титулованной командой штата среди клубов «второго эшелона», несмотря на то, что «Жувентуде» (становившийся чемпион штата лишь один раз) на протяжении многих лет выступал в Серии А, выигрывал Кубок Бразилии и участвовал в Кубке Либертадорес.

## Известные игроки
- Бикудо (213 матчей, рекордсмен клуба)[1]
- Бранко
- Раул Доназар Калвет
- Макс (1956—1965, лучший бомбардир в истории клуба, 131 гол)[2]
- Мартим Силвейра
- Пикан (1933—1943, 125 голов)
- Саулзиньо
- Тупанзиньо